# Gecotel
Guinea Ecuatorial de Correos y Telecommunicaciones, alias Gecotel, est l’opérateur public du service postal en Guinée équatoriale, il est désigné pour remplir les obligations découlant de l'adhésion à la Convention de l'Union Postale Universelle. 

## Réglementation
En 2016, le secteur postal est en cours de réglementation et plusieurs opérateurs postaux exercent en Guinée équatoriale.